# Ahrensburg

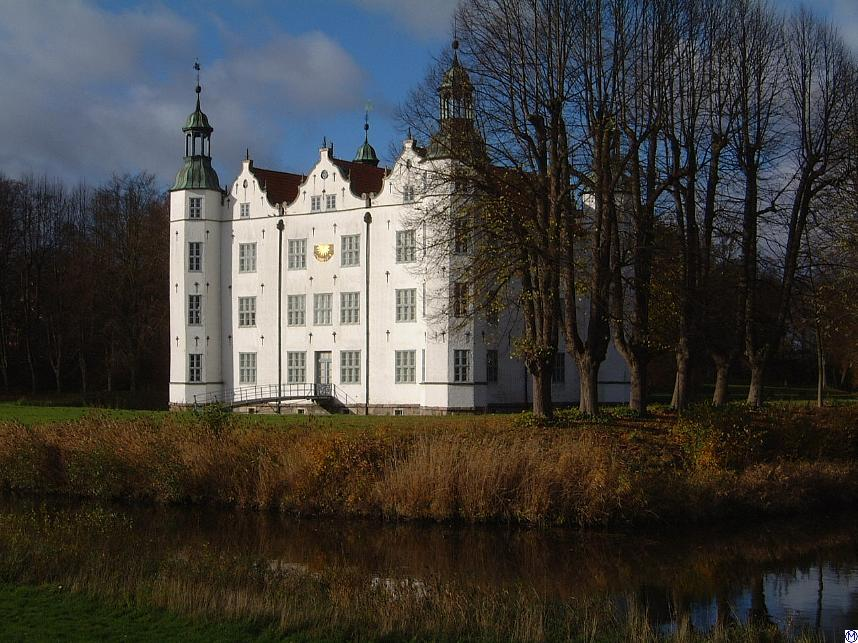
Zamek Ahrensburg

Ahrensburg (dolnoniem. Ahrensborg) – miasto w Niemczech, w kraju związkowym Szlezwik-Holsztyn, w powiecie Stormarn. Miasto liczy 30 907 mieszkańców (2008). 

## Historia
W roku 1759 duński przemysłowiec i polityk niemieckiego pochodzenia Heinrich Carl von Schimmelmann, odziedziczył zamek w Ahrensburgu. 

## Osoby urodzone w Ahrensburgu
- Waldemar Bonsels - pisarz

## Współpraca międzynarodowa
- Esplugues de Llobregat, Hiszpania
- Feldkirchen in Kärnten, Austria
- Ludwigslust, Meklemburgia-Pomorze Przednie
- Viljandi, Estonia